# 周明弼
周明弼（1468年—？），字夢良，直隸蘇州府吳縣人，民籍，明朝政治人物。

## 生平
弘治十一年（1498年）戊午科應天府鄉試第十六名舉人。弘治十八年（1505年）中式乙丑科會試第一百四十七名，三甲第四名進士。授山東臨朐縣知縣。

## 家族
曾祖周用潛；祖父周宗和；父周祥，訓導。前母王氏；母黃氏。慈侍下。